# Robert Cromie

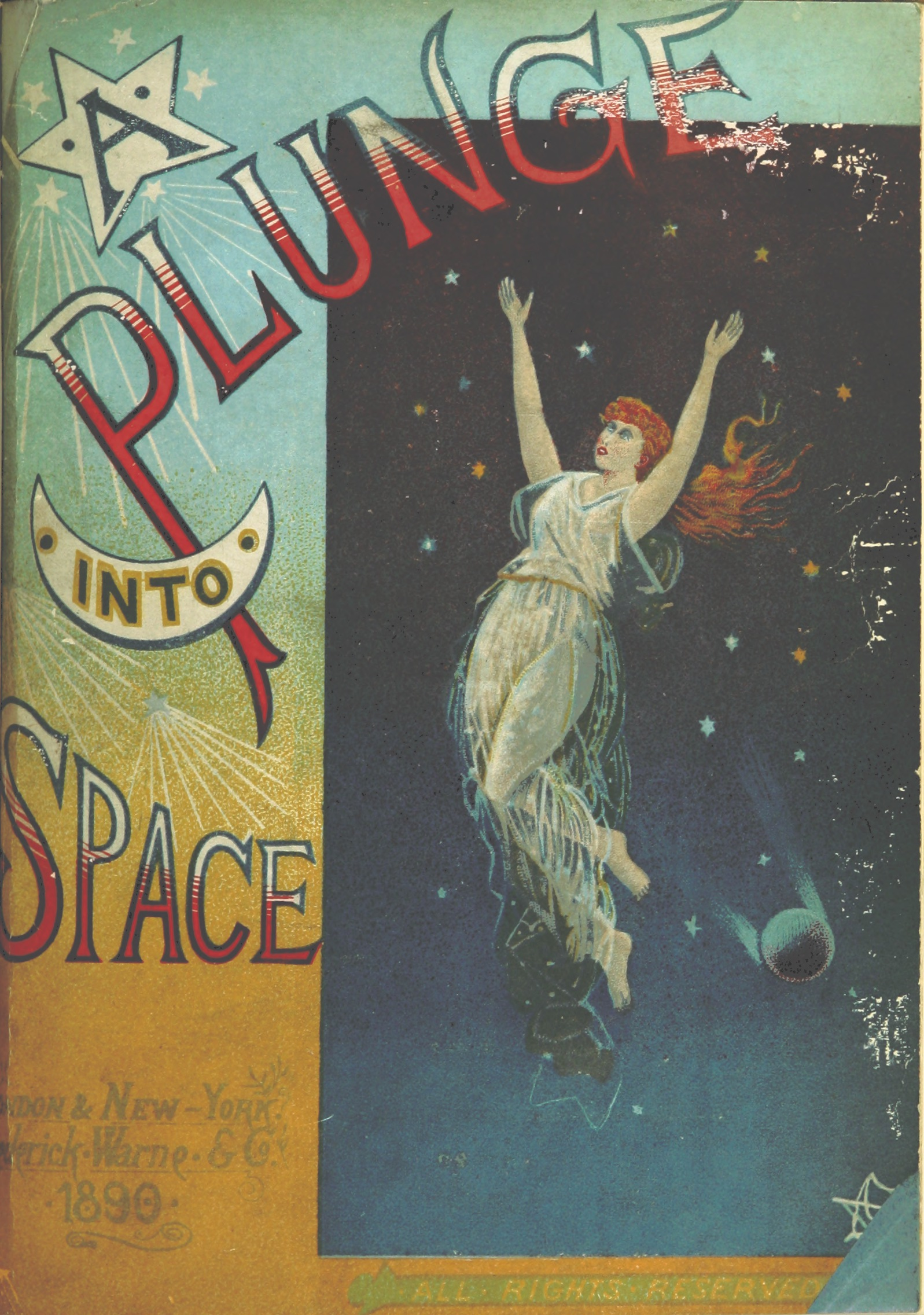
A Plunge into Space, 1890

Robert Cromie (geboren am 17. Juli 1855 in Clough, Irland; gestorben im April 1907 in Belfast) war ein britischer Science-Fiction-Schriftsteller und Journalist.

## Biografie
Er wurde zu Hause erzogen, bevor er mit einem älteren Bruder an die Royal Belfast Academical Institution geschickt wurde. Er war der dritte Sohn von Dr. Cromie J.P. aus Clough, dem örtlichen Standesbeamten für Geburten und Sterbefälle und Ältesten der Clough Presbyterian Church. Cromies ältere Schwester, Annie Howe Cromie (1849–1939), der er besonders nahe stand, war die Frau von Sir John Jordan (dem britischen Botschafter in China zwischen 1906 und 1920). Durch Cromies Mutter, eine Miss Henry von Ballyhosset in der Nähe von Downpatrick, stammte er von Gilbert Howe (ca. 1626 – ca. 1712) aus Ballytrim in der Nähe von Killyleagh ab, dem Diener und Vertrauten von James, dem 1. Earl of Clanbrassil, und war somit blutsverwandt mit vielen der führenden Familien in East Down. 
Anstatt einen akademischen Weg einzuschlagen, folgte Cromie seinem Bruder Andrew Gilbert Howe Cromie (gestorben 1937) und arbeitete in verschiedenen Teilen Irlands, darunter Donegal, Trim und Derry, für die Ulster Bank, zuletzt in deren Zentrale in der Waring Street, Belfast. Während der Arbeit in Trim entwickelte Cromie eine enge Freundschaft mit Charles Reichel, dem Bischof von Meath, die auf die Entwicklung von Cromies Stil Einfluss gehabt haben soll.
Sein erstes Buch For England's Sake wurde 1889 veröffentlicht. Der Science-Fiction-Roman A Plunge into Space erschien 1890. Der Roman erschien 10 Jahre vor H. G. Wells’ Die ersten Menschen auf dem Mond, weist aber eine Reihe von Ähnlichkeiten auf, worauf Cromie in Briefen an die Zeitschrift Academy hinwies. Cromies Roman The Crack of Doom von 1895 war sein erfolgreichstes Werk und enthält die erste Beschreibung einer Atomexplosion.
Außerdem war Cromie ein begeisterter Golfspieler. Er war Mitglied des Ormeau Golf Club und dessen Kapitän im Jahr 1898.
Cromie blieb unverheiratet. Er starb im April 1907 in seinen Räumen in 95 South Parade Belfast.

## Bibliografie
Romane
- For England’s Sake (1888)
- A Plunge Into Space (1890)
- The Crack of Doom (1895)
- The Next Crusade (1896)
- The Lost Liner (1899)
- Kitty’s Victoria Cross (1901)
- A New Messiah (1902)
- The Shadow of the Cross (1902)
- The Romance of Poisons (1903)
- El Dorado (1904)
- Told in the Twilight (1907)

Sammlungen
- The King’s Oak and Other Stories (1897)

Sachliteratur
- Through Southern Norway (1898)